# Pantalassa

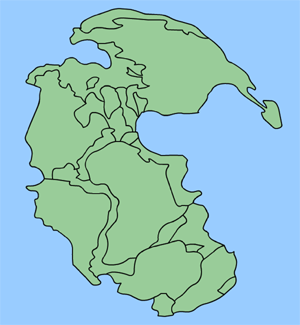
Pantalassa, o oceano azul rodeando Pangeia

Pantalassa (do grego, pan, "tudo" e thalassa, "oceano"), também conhecido como Panthalassa ou Oceano Pantalássico, era o outrora vasto oceano global que rodeava o supercontinente Pangeia, durante as eras do Paleozóico e início do Mesozóico. Durante a transição paleozóica-mesozóica ocupou quase 70% da superfície da Terra. Seu fundo oceânico desapareceu completamente por causa da contínua subducção ao longo das margens continentais em sua circunferência.
Incluía o primitivo Oceano Pacífico, a norte e oeste, e o Mar de Tétis a sudeste. Tornou-se no actual Oceano Pacífico após o fecho da bacia do Mar de Tétis e a fragmentação de Pangaea, factor que levou à criação das bacias dos oceanos Atlântico, Árctico e Índico. A Pantalassa é por vezes denominada por Paleo-Pacífico ("velho Pacífico"), devido ao facto deste oceano ter evoluído a partir deste último.

## Formação
Há cerca de 900 milhões de anos, formou-se uma junção tripla à medida que o supercontinente Rodínia começou a sua fragmentação através do aparecimento de riftes. Entre cerca de 800 e 700 milhões de anos atrás, este supercontinente separou-se em dois. Este foi um importante evento de deriva continental por rift, uma vez que abriu o Oceano Pantalássico a oeste da Laurentia, um continente antigo que viria a dar origem à América do Norte.
Na zona oeste de Laurentia, episódios tectónicos que precederam esta separação, produziram riftes falhados que albergaram grandes bacias sedimentares. Mirovia, o oceano global que rodeava Rodínia, começou a encolher devido à expansão dos oceanos Pan-Africano e Pantalássico. Entre 650 e 550 milhões de anos, outro supercontinente encontrava-se em formação, a Pannotia, cuja forma lembrava um "V". Dentro deste "V" emergia a Pantalassa, enquanto no exterior deste situava-se o Oceano Pan-Africano e as remanescências de Mirovia.
Atualmente, a maior parte da crosta e bacia oceânica da Pantalassa subduziu sob a placa norte-americana e a placa euroasiática. As reminiscências da placa oceânica de Pantalassa podem ser observadas na placa Juan de Fuca, placa de Gorda, placa de Cocos e placa de Nazca, tendo as quatro feito parte da antiga placa de Fallaron.